# Ярошовский сельский совет (Роменский район)
Ярошовский сельский совет (укр. Ярошівська сільська рада) — входит в состав
Роменского района
Сумской области
Украины.
Административный центр сельского совета находится в 
с. Ярошовка
.

## Населённые пункты совета
- с. Ярошовка